# Sarcostoma celebicum
Sarcostoma celebicum är en orkidéart som beskrevs av Rudolf Schlechter. Sarcostoma celebicum ingår i släktet Sarcostoma och familjen orkidéer.
Artens utbredningsområde är Sulawesi. Inga underarter finns listade i Catalogue of Life.